# Prix européen de l’essai Charles Veillon
Der Prix européen de l’essai Charles Veillon wurde von 1975 bis 2010 jährlich durch Mitglieder der Fondation Charles Veillon an europäische Essayisten verliehen. Seit den 2010er Jahren erfolgt die Preisvergabe nicht mehr durchgängig jährlich; auch wurden 2016 und 2019 erstmals nicht-europäische Preisträger ausgezeichnet.

## Geschichte
Der 1975 zu Ehren des Namensgebers gestiftete Preis war der erste literarische Preis, der ausschließlich dem Essay gewidmet ist.
Der von Charles Veillon (1900–1971) selbst nach dem Zweiten Weltkrieg gestiftete Prix du Roman wurde jedes Jahr in den drei Sparten Französisch, Deutsch und Italienisch vergeben. Der Preis sollte zur Verständigung in Europa durch die Kultur beitragen.
Der Preis wird jeweils in Lausanne in der Schweiz verliehen, verbunden mit einem öffentlichen Seminar. Die Ergebnisse des Seminars werden im Anschluss von der Stiftung als Broschüre veröffentlicht. Die Preisvergabe wird in Zusammenarbeit mit der Universität Lausanne und der Librairie Payot organisiert.

## Preisträger
- 1975: Jacques Ellul
- 1976: Ernst F. Schumacher für Small is Beautiful, London 1973
- 1977: Alexander Sinowjew
- 1978: Roger Caillois
- 1979: Manès Sperber
- 1980: Leszek Kołakowski
- 1981: Norberto Bobbio
- 1982: Jean Starobinski für Montaigne en mouvement, 1982
- 1983: Lars Gustafsson
- 1984: Alain Finkielkraut
- 1985: György Konrád
- 1986: Iso Camartin, Schweizer Autor, für Nichts als Worte. Plädoyer für Kleinsprachen, 1985
- 1987: Edgar Morin, sefardisch-französischer Autor, für sein Lebenswerk
- 1988: Eduardo Lourenço, portugiesischer Autor, für sein Lebenswerk
- 1989: Timothy Garton Ash, britischer Historiker, für The Uses of Adversity. Essays on the Fate of Central Europe, 1989
- 1990: Karl Schlögel, deutscher Autor
- 1991: Roberto Calasso, italienischer Essayist, für Die Hochzeit von Kadmos und Harmonie, 1991
- 1994: Dževad Karahasan, bosnischer Autor, für Tagebuch der Aussiedlung, 1994
- 1995: Étienne Barilier, Schweizer Autor, für Contre le Nouvel Obscurantisme. Èloge du progrès, 1995
- 1996: Dubravka Ugrešić, kroatische Autorin, für Die Kultur der Lüge, 1995
- 1997: Karl-Markus Gauß, österreichischer Essayist, für Das Europäische Alphabet, 1997
- 1998: Tzvetan Todorov, französischer Philosoph, Soziologe und Autor, für Benjamin Constant. La passion démocratique, 1997
- 1999: Amin Maalouf, französischer Autor, für Les identités meurtrières, 1988
- 2000: Peter Bichsel, Schweizer Autor und Journalist, für Alles von mir gelernt, Kolumnen 1995–1999, 2000
- 2001: Jean-Claude Guillebaud, französischer Autor, Essayist und Journalist für Le Principe d'humanité, 2001
- 2002: Peter von Matt, Schweizer Germanist und Autor, für Die tintenblauen Eidgenossen, 2001
- 2003: Alain de Botton, Schweizer Autor, für L’Art du voyage, 2003
- 2004: Martin Meyer, Schweizer Journalist, Philosoph und Autor, für Krieg der Werte. Wir leben, um zu überleben, 2003
- 2006: Giorgio Agamben, italienischer Philosoph, Essayist und Autor, für sein Lebenswerk
- 2007: Jan Assmann, deutscher Ägyptologe, für sein Lebenswerk
- 2008: Peter Sloterdijk, deutscher Philosoph und Phänomenologe, für Zorn und Zeit, 2006
- 2009: Claudio Magris, italienischer Autor, Germanist und Journalist, für sein Lebenswerk
- 2010: Jean-Claude Mathieu, französischer Autor, für Écrire, inscrire, Paris 2010
- 2012: Heinz Wismann, deutscher Altphilologe, für Penser entre les langues, Albin Michel, Paris 2012
- 2013: Harald Weinrich, deutscher Romanist und Germanist, für sein Lebenswerk[1]
- 2016: Richard Sennett, US-amerikanischer Soziologe, für Zusammenarbeit – Was unsere Gesellschaft zusammenhält[2]
- 2018: Marcel Gauchet, französischer Historiker und Philosoph, für sein Lebenswerk
- 2019: Siri Hustvedt, US-amerikanische Schriftstellerin, für Les mirages de la certitude, 2018
- 2020: Alessandro Baricco, italienischer Schriftsteller, für The Game, 2018
- 2021: Johny Pitts, britischer Essayist, für Afropeans. Notes from Black Europe
- 2022: Mona Chollet, französische Essayistin, für Réinventer l’amour
- 2023: Arundhati Roy, indische Schriftstellerin, für ihr Lebenswerk
- 2024: Dipesh Chakrabarty, indischer Historiker, für französische Übersetzung  von Après le changement climatique, penser l’histoire, aus dem Englischen von Aude de Saint Loup und Pierre-Emmanuel Dauzat